# AI金融科技協會
AI金融科技協會（英語：AI FinTech Association），簡稱AIFA，是台灣有關金融科技的社團法人組織，2020年成立。前身為「AI金融科技聯盟」。